# راجرز ۷۸۹۴
سیارک ۷۸۹۴ (به انگلیسی: 7894 Rogers، نامگذاری:1994XC1) هفت هزار و هشتصد و نود و چهارمین سیارک کشف شده‌است که در ۶ دسامبر ۱۹۹۴ کشف شد.
قدر مطلق سیارک برابر ۲۴.۵ است.